# Tipula kuscheli
Tipula kuscheli är en tvåvingeart som beskrevs av Alexander 1967. Tipula kuscheli ingår i släktet Tipula och familjen storharkrankar. Inga underarter finns listade i Catalogue of Life.